# Hyper-ballad
Hyper-ballad è una canzone di Björk del 1996 ed è il quarto singolo tratto dall'album Post.
Il brano è considerato uno dei migliori degli anni novanta, raggiungendo l'undicesimo posto nella classifica redatta da Pitchfork.

## Descrizione
Nella canzone Björk racconta di trovarsi in cima ad una montagna; si sveglia prima della persona amata per buttare nel precipizio piccoli oggetti, osservandoli mentre si schiantano. Questo gesto ha, all'interno della canzone, un significato simbolico: in una relazione ci sono talune parti di se stessi che devono essere trascurate, per poter pensare in un'ottica di coppia piuttosto che individuale.
In occasione del Björk Orkestral, serie di concerti del 2021 in cui ha celebrato la sua carriera, Björk ha affermato sulla canzone:

## Classifiche
| Classifica (1996) | Posizione massima |
| ----------------- | ----------------- |
| Australia         | 31                |
| Finlandia         | 18                |
| Regno Unito       | 8                 |
| Svezia            | 34                |